# 남태제
남태제(南泰齊, 1699년 ~ 1776년)는 조선의 문신이다. 본관은 의령(宜寧).

## 생애
1727년(영조 3)에 증광 문과에 병과로 급제하였다. 지평, 정언, 장령, 수찬, 부교리, 시독관, 헌납, 집의, 검토관, 부수찬, 보덕, 사간, 집의를 거쳐 대사간, 승지, 이조참의를 거쳐 형조참판, 호조참판, 한성부우윤, 대사간, 대사헌, 동지의금부사, 도승지, 이조참판, 예조참판, 개성유수를 지내며 영조의 신임을 받아 한성부판윤, 공조판서, 형조판서, 예조판서, 병조판서, 대사헌, 좌참찬, 경기도관찰사를 지낸다. 예조판서, 병조판서, 홍문관제학으로 지경연사를 겸하고 대사헌, 예조판서를 거쳐 공조판서, 이조판서, 좌참찬, 형조판서를 한 뒤 경기도관찰사에 다시 임명되고 공조판서, 이조판서로 관상감제조를 겸했다. 시호는 청헌(淸獻)이다.